# Scotorepens sanborni
Scotorepens sanborni é uma espécie de morcego da família Vespertilionidae. Pode ser encontrada na Austrália, Nova Guiné e Timor.